# Dolynský rajón (Ivanofrankivská oblast)
Dolynský rajón (ukrajinsky Долинський район) byl rajón v Ivanofrankivské oblasti na Ukrajině. Hlavním městem byla Dolyna a rajón měl přibližně 69 tisíc obyvatel. 

## Sídla v rajónu
- Dolyna
- Vyhoda